# Kot pri Prevaljah
Kot pri Prevaljah je naselje v Občini Prevalje.